# 毛嬙
毛 嬙 （もう しょう、生没年不詳）は、中国の女性。越王（勾践か）の寵姫。

## 概要
西施と同時期の人物と考えられる。『淮南子』『管子』で西施と共に「天下之美人也」と併称されてきた。また、麗姫（驪姫）と並び、春秋戦国時代を代表する美人と評される説もある。成玄英からは「毛嬙、越王嬖妾、麗姫、晋国之寵嬪、此二人者、姝妍冠世」と紹介される。『荘子』「毛嬙・麗姫、人之所美也、魚見之深入、鳥見之高飛」による。人間の目には美人に見えるものも、魚や鳥はこれを見て恐れて逃げるの意を、後世、魚や雁も恥じらって姿をかくす意に転用して、すぐれてあでやかな美人の形容。
その時代に絶世の美人としての名声が高いが、史料が乏しく特定の事跡は不明。後世は次第に注目されなくなった。